# La Molsosa
La Molsosa là một đô thị trong tỉnh Lleida, cộng đồng tự trị Cataluña Tây Ban Nha. Đô thị La Molsosa có diện tích là 26,9 ki-lô-mét vuông, dân số năm 2009 là 119 người với mật độ 4,42 người/km². Đô thị La Molsosa có cự ly km so với tỉnh lỵ Lleida.